# Hotel lodowy

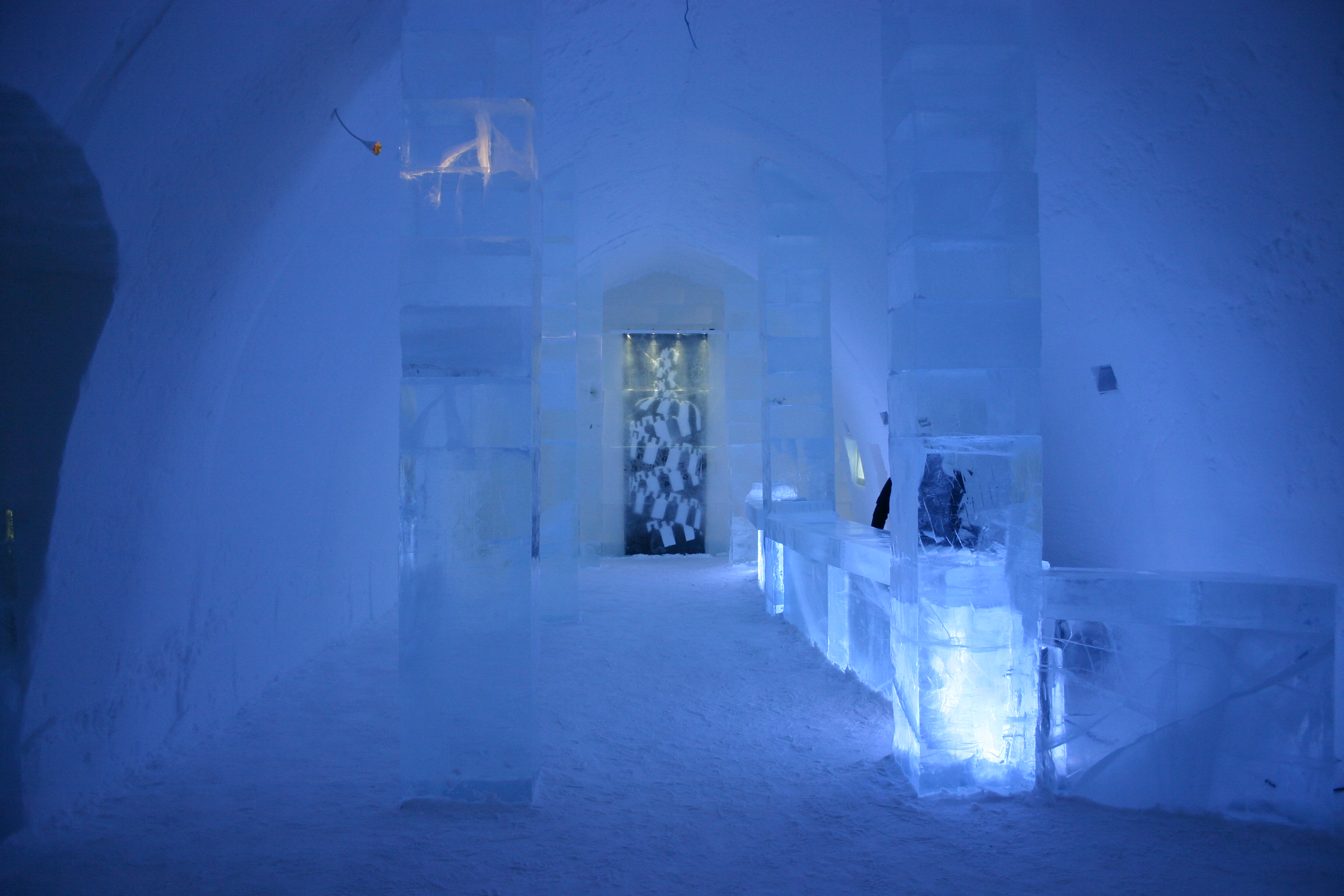

Hotel lodowy jest odmianą hotelu charakteryzującą się tym, że budynek jest zbudowany z wielkich, lodowych brył robionych w specjalnych metalowych formach. Budowane są one od nowa każdego roku w najzimniejszych regionach świata aby przyciągnąć turystów.

## Szwecja
Pierwszy hotel lodowy na świecie powstał w pobliżu wsi Jukkasjärvi w północnej Szwecji. Rokrocznie mniej więcej w połowie kwietnia hotel roztapia się, po czym w grudniu buduje się go od nowa w innym kształcie.
Do jego budowy zużywa się 30000 ton śniegu i 4000 ton lodu. Ta nietypowa budowla posiada 60 pokoi, kino, świątynię, galerię sztuki, w której wystawiane są dzieła sztuki "lodowej", bar, gdzie drinki podaje się w lodowych szklankach, a do jedzenia są dania kuchni lapońskiej, która opiera się głównie na mięsie reniferów, rybach, grzybach oraz różnego rodzaju jagodach.
W 2003 roku została tam otwarta lodowa kopia londyńskiego teatru Globe Theatre i na jego terenie każdej zimy wystawia się sztuki Szekspira.
Wewnątrz panuje temperatura -5 stopni Celsjusza. 